# درنووو (استان بلاگووگراد)
درنووو (به بلغاری: Drenovo) یک منطقهٔ مسکونی در بلغارستان است که در شهرستان پتریچ واقع شده‌است.